# 磋牙司洋之
磋牙司 洋之（さがつかさ ひろゆき、1981年12月21日 - ）は、静岡県三島市出身で入間川部屋に所属していた元大相撲力士。本名は磯部 洋之（いそべ ひろゆき）。身長166cm、体重134kg、血液型AB型。得意手は食い下がり、押し、投げ。最高位は西前頭9枚目（2011年9月場所）。

## 来歴
三島市錦田小学校4年生時から相撲を始め、それまで相撲を知らなかった父親（2020年4月に71歳で死去）が相撲をテレビで研究する、食事や稽古に協力するなどして応援してくれた。磋牙司にとって、大相撲引退に至るまでの相撲人生で真っ先に思い浮かぶのはアマチュア時代に歩んだ父との二人三脚だという。小学校6年生の時にわんぱく相撲全国大会に優勝してわんぱく横綱に輝き、三島市錦田中学校3年時には、静岡県代表として全国都道府県中学生相撲選手権大会に出場して個人・団体と優勝した。沼津学園高等学校（現在の飛龍高等学校）では2年生で全国高等学校相撲選手権大会（高校総体）に優勝して高校横綱の座に輝き、3年生で高等学校相撲金沢大会に優勝して活躍し、朝青龍や琴奨菊（当時共に明徳義塾高校在学）らと共に日本代表として中国遠征する。なお優勝した高校総体の決勝で対戦したのは文徳高校3年生の普天王で、その普天王に準決勝で敗れたのが明徳義塾高校2年生の朝青龍だった。
磋牙司が3年生の頃に教員に就任した高校時代の恩師で、当時彼に相撲を指導していた栗原大介は磋牙司と5つしか年齢が違わない"兄"のような存在であった。栗原自身も磋牙司の大相撲引退の際に「年齢も5つぐらいしか違わない。私にとって生徒というより弟です」とコメントしている。
その後東洋大学へ進学する。大学の同期生には木村山や武誠山がいる。相撲の才能はありながらも身長があまり伸びず、牛乳を大量に飲んだり、鉄棒にぶら下がると身長が伸びると聞いて実践したものの肩を外してしまい苦労した、と新入幕時のインタビューにおいて笑い話として語っている。学生相撲時代に幕下付出の資格となるタイトル獲得はなく、当時の身長は167cmと、身長173cm以上の第1新弟子検査の規定から外れるため、第2新弟子検査を経て、大学卒業後の2004年3月場所に前相撲で初土俵を踏んだ。入間川部屋には当時高校の先輩の駿河司章洋が在籍しており、飛龍高校出身者の入門者が過去に他にも何人かいたため入門のパイプがあったと言える。粘り強く食い下がる相撲で、2004年5月場所から9場所連続で勝ち越しを続けて、2005年11月場所には幕下上位まで番付を上げた。2006年5月場所は怪我で全休したものの、2007年7月場所では東幕下19枚目で7戦全勝の成績を挙げて幕下優勝を果たした。この場所の6番相撲で元アマチュア横綱の朝陽丸勝人に勝利したことが自信になったという。同年9月場所は東幕下3枚目まで番付を上げて4勝3敗と勝ち越し、場所後の番付編成会議で翌11月場所における新十両への昇進が決定し、同時に四股名を「磋牙司」と改めた。飛龍高校からは初の関取。しかし、その11月場所では6勝9敗と負け越して1場所で幕下へ陥落した。
2008年3月場所において十両へ復帰し、その3月場所では西十両14枚目の位置で8勝7敗と十両では自身初となる勝ち越しを決めたものの、同年11月場所に5勝10敗と大きく負け越して、2009年1月場所において再び幕下へ陥落した。同年5月場所には3回目の十両昇進を果たしたものの7勝8敗と負け越し、翌7月場所に幕下へ陥落した。同年9月場所に4回目の十両昇進を果たすと、その9月場所から3場所連続で勝ち越しを決め、2010年3月場所において新入幕を果たした。飛龍高校からは初の幕内力士。平成以降に静岡県出身力士として幕内に昇進したのは潮丸・片山に次いで3人目、第2新弟子検査による入門者で十両・幕内へ昇進したのは豊ノ島に次いで2人目となった。しかし、その3月場所では6勝9敗と負け越して1場所で十両へ陥落した。
さらに右足首の怪我の影響もあり、同年7月場所からは3場所連続で負け越してしまい、同年11月場所では幕下へと陥落してしまった。2011年5月技量審査場所において5回目の十両昇進を果たし、その場所では4日目から12連勝して13勝2敗の成績を挙げて初の十両優勝を果たした。再入幕となった翌7月場所では8勝7敗と幕内では自身初となる勝ち越しを決めたものの、翌9月場所からは3場所連続で負け越してしまい、2012年3月場所において再び十両へ陥落した。
2013年3月場所には3回目の入幕を果たしたものの、7日目の富士東戦で左足を痛めてしまい、左膝内側側副靱帯損傷および左ハムストリング肉離れで全治1ヶ月の診断を受けて、中日からは休場し、結果的には2勝6敗7休と大きく負け越して、翌5月場所では十両へ陥落した。その5月場所でも4勝11敗と大敗して、翌7月場所では幕下へ陥落した。東十両7枚目でこの成績だと通常なら幕下陥落はしないが、東十両13枚目での7勝8敗により不運にも幕下陥落を喫した明瀬山と共に関取の座を失っている。一説には遠藤を十両に昇進させるために通常幕下に落ちない星の力士を陥落させたのではとされている。陥落したその場所も2番相撲から5連敗があり、八番相撲が組まれて勝ったものの3勝5敗と負け越し。しかし、以降3場所は連続勝ち越しで、2014年3月場所で5場所ぶりに十両へ復帰することが決まった。だが、その場所は4勝11敗と大敗し、翌5月場所では幕下に陥落した。しばらくは幕下上位付近での土俵が続いたが、2015年7月場所以降は年齢による衰えもあって幕下中位が定位置となった。2018年11月場所では、36歳にして久しぶりに返り十両の期待のかかる西幕下3枚目まで番付を戻したが、3勝4敗と負け越した。2020年5月場所では2005年1月場所以来約15年ぶりの三段目に降格となった。東三段目77枚目で迎えた2021年7月場所は1番相撲から6連勝し、7番相撲で勝利すれば各段優勝の最年長記録更新と9月場所の幕下復帰が確実となるところであったが、鳩岡に敗れて三段目優勝を逃した。この場所を最後に現役を引退し、場所後の8月11日付で引退届が受理された。協会には残らず、地元の静岡県で第2の人生を歩む意向が示された。引退の際に磋牙司の恩師で飛龍高の栗原大介監督は「引退は聞いていた。そろそろかなって思っていたけど、小さい体で、よくここまで頑張った」と話した。現役最終盤は血圧や血糖値の数値が悪く、体重の維持にも難儀する状態であったため、元々最終出場場所の前に引退するつもりであったが、場所での送迎担当者に頼まれて体重をある程度戻して土俵に上がったという。2022年8月7日に沼津市内のホテルで断髪式を行った。450人が出席し、止め鋏を入れた栗原大介は「小さい体でよくここまで頑張った」と涙ながらに労い「（相撲部から）大相撲への道筋をつくってくれた」と飛龍高校初の幕内力士としての功労に感謝した。この時点では、現役時代、慰問先などで子供たちから勇気をもらったことから、2023年4月に地元で放課後デイサービスを立ち上げることを目指す意向を示した。

## 取り口
- 大学時代に伸び悩み、プロ入り後も学生相撲の癖がなかなか抜けなかったが、劣っていた足の力を鍛え、押しを磨いたことで強くなった[3]。
- 小ささに付け込まれ受け身に回ると脆さもあるが、立合いから鋭く低く当たる相撲を心掛けており、自身の低さを生かす取り口で、小兵ではあるものの過剰に変化に頼ることのない取り口は評価されている。

## エピソード
- 2008年3月場所で、場内放送で四股名に惑わされて出身地を「佐賀県三島市」と言い間違えられるハプニングがあった。
- その小兵ぶりは、特に近年の大型化著しい角界において際立っており、小兵力士の代名詞ともいえる舞の海より体重は磋牙司の方が上回るが、身長は公称で3cm以上も低い。当の舞の海にも「インタビューしましたが、小さかったですね」と評された。北の富士も「こういう人はやりにくいだろう」「僕は小さい人は大っ嫌いだったね」とコメントしている。
- 目標とする力士は、大師匠の弟弟子にあたる元横綱・栃ノ海。
- 2011年9月場所5日目（2011年9月15日）の栃乃若との対戦において、栃乃若に土俵際まで押し込まれたものの、相手の左腕を掴んで豪快な一本背負いを決めて勝利した。一本背負いの決まり手での勝利は、幕内では2004年5月場所千秋楽に豪風が金開山に決めて以来のこととなった。同場所から開始された観客のマークシート採点による「敢闘精神評価」では649ポイントという当日のトップ得票を獲得し、本人は「流れで体が勝手に動いた。大きな技で決まると気持ちがいい」「お客さんが喜んでくれたので、よかった」と取組後に語った。

## 主な成績

### 通算成績
- 通算成績：467勝452敗21休（103場所）
- 幕内成績：33勝50敗7休（6場所）
- 十両成績：155勝176敗（22場所）

### 各段優勝
- 十両優勝：1回 （2011年5月技量審査場所）
- 幕下優勝：1回 （2007年7月場所）

### 場所別成績
| | 一月場所 初場所（東京） | 三月場所 春場所（大阪） | 五月場所 夏場所（東京） | 七月場所 名古屋場所（愛知） | 九月場所 秋場所（東京） | 十一月場所 九州場所（福岡） |
| --- | ----------------------- | ----------------------- | ----------------------- | --------------------------- | ----------------------- | --------------------------- |
| 2004年 （平成16年） | x                       | （前相撲）              | 西序ノ口15枚目 5–2      | 西序二段94枚目 6–1          | 東序二段17枚目 6–1      | 東三段目55枚目 6–1          |
| 2005年 （平成17年） | 東三段目3枚目 5–2       | 西幕下43枚目 5–1–1      | 東幕下31枚目 4–3        | 西幕下21枚目 4–3            | 東幕下16枚目 4–3        | 東幕下13枚目 3–4            |
| 2006年 （平成18年） | 西幕下18枚目 5–2        | 東幕下9枚目 4–3         | 西幕下6枚目 休場 0–0–7  | 東幕下47枚目 4–3            | 東幕下39枚目 6–1        | 西幕下17枚目 4–3            |
| 2007年 （平成19年） | 西幕下14枚目 3–4        | 西幕下22枚目 5–2        | 西幕下13枚目 3–4        | 東幕下19枚目 優勝 7–0       | 東幕下3枚目 4–3         | 東十両14枚目 6–9            |
| 2008年 （平成20年） | 東幕下2枚目 4–3         | 西十両14枚目 8–7        | 西十両12枚目 7–8        | 西十両13枚目 9–6            | 東十両9枚目 5–10        | 東十両14枚目 6–9            |
| 2009年 （平成21年） | 西幕下2枚目 4–3         | 西幕下筆頭 4–1–2        | 東十両14枚目 7–8        | 東幕下筆頭 4–3              | 西十両11枚目 9–6        | 東十両4枚目 8–7             |
| 2010年 （平成22年） | 西十両筆頭 9–6          | 東前頭15枚目 6–9        | 東十両筆頭 7–8          | 西十両筆頭 3–12             | 西十両10枚目 5–10       | 西幕下筆頭 3–4              |
| 2011年 （平成23年） | 西幕下3枚目 5–2         | 八百長問題 により中止   | 東十両12枚目 優勝 13–2  | 東前頭13枚目 8–7            | 西前頭9枚目 6–9         | 西前頭12枚目 6–9            |
| 2012年 （平成24年） | 西前頭14枚目 5–10       | 東十両2枚目 6–9         | 西十両5枚目 8–7         | 西十両3枚目 6–9             | 東十両7枚目 7–8         | 西十両7枚目 9–6             |
| 2013年 （平成25年） | 西十両2枚目 9–6         | 西前頭14枚目 2–6–7      | 東十両7枚目 4–11        | 西幕下筆頭 3–5              | 西幕下10枚目 5–2        | 東幕下6枚目 4–3             |
| 2014年 （平成26年） | 東幕下2枚目 4–3         | 東十両14枚目 4–11       | 西幕下7枚目 4–3         | 西幕下3枚目 2–6             | 西幕下14枚目 3–4        | 西幕下19枚目 4–3            |
| 2015年 （平成27年） | 東幕下15枚目 4–3        | 西幕下11枚目 4–3        | 東幕下9枚目 1–6         | 東幕下34枚目 4–3            | 東幕下27枚目 3–4        | 西幕下38枚目 4–3            |
| 2016年 （平成28年） | 西幕下30枚目 5–2        | 西幕下17枚目 1–6        | 東幕下42枚目 4–3        | 西幕下34枚目 6–1            | 東幕下14枚目 2–5        | 西幕下25枚目 1–6            |
| 2017年 （平成29年） | 東幕下47枚目 6–1        | 東幕下19枚目 4–3        | 東幕下14枚目 3–4        | 東幕下20枚目 5–2            | 西幕下12枚目 1–6        | 西幕下32枚目 5–2            |
| 2018年 （平成30年） | 東幕下23枚目 3–4        | 西幕下29枚目 4–3        | 西幕下21枚目 6–1        | 東幕下7枚目 3–4             | 東幕下11枚目 5–2        | 西幕下3枚目 3–4             |
| 2019年 （平成31年 /令和元年） | 西幕下7枚目 3–4         | 東幕下10枚目 2–5        | 西幕下21枚目 3–4        | 西幕下28枚目 4–3            | 西幕下24枚目 4–3        | 西幕下19枚目 4–3            |
| 2020年 （令和2年） | 西幕下14枚目 2–5        | 東幕下31枚目 1–6        | 感染症拡大 により中止   | 東三段目5枚目 1–2–4         | 東三段目36枚目 4–3      | 西三段目19枚目 3–4          |
| 2021年 （令和3年） | 西三段目35枚目 3–4      | 東三段目50枚目 3–4      | 西三段目62枚目 3–4      | 東三段目77枚目 6–1          | 東三段目20枚目 引退 –   | x                           |
| 各欄の数字は、「勝ち-負け-休場」を示す。 優勝 引退 休場 十両 幕下 三賞：敢=敢闘賞、殊=殊勲賞、技=技能賞 その他：★=金星 番付階級：幕内 - 十両 - 幕下 - 三段目 - 序二段 - 序ノ口 幕内序列：横綱 - 大関 - 関脇 - 小結 - 前頭（「#数字」は各位内の序列） |                         |                         |                         |                             |                         |                             |

### 幕内対戦成績
| 碧山   | 0 | 1 | 朝赤龍   | 3 | 1 | 安美錦     | 0 | 1 | 岩木山   | 0 | 1    |  |  |  |
| 大岩戸 | 0 | 1 | 隠岐の海 | 1 | 0 | 魁聖       | 2 | 1 | 臥牙丸   | 1 | 2    |  |  |  |
| 春日王 | 1 | 0 | 北太樹   | 1 | 2 | 木村山     | 2 | 0 | 旭秀鵬   | 0 | 1    |  |  |  |
| 旭天鵬 | 0 | 1 | 黒海     | 1 | 1 | 佐田の富士 | 1 | 2 | 翔天狼   | 0 | 1    |  |  |  |
| 松鳳山 | 0 | 1 | 双大竜   | 1 | 0 | 大道       | 1 | 3 | 隆の山   | 1 | 0    |  |  |  |
| 高見盛 | 1 | 1 | 髙安     | 1 | 2 | 宝富士     | 2 | 0 | 豪風     | 0 | 2    |  |  |  |
| 玉飛鳥 | 0 | 1 | 玉乃島   | 1 | 0 | 玉鷲       | 1 | 0 | 千代の国 | 1 | 1    |  |  |  |
| 剣武   | 0 | 1 | 天鎧鵬   | 0 | 1 | 時天空     | 1 | 1 | 土佐豊   | 1 | 0    |  |  |  |
| 栃乃洋 | 0 | 1 | 栃乃若   | 1 | 1 | 豊響       | 2 | 0 | 鳰の湖   | 1 | 0    |  |  |  |
| 白馬   | 0 | 1 | 富士東   | 1 | 4 | 武州山     | 0 | 1 | 北勝力   | 1 | 0    |  |  |  |
| 舛ノ山 | 0 | 1 | 雅山     | 0 | 1 | 妙義龍     | 0 | 1 | 猛虎浪   | 0 | 1    |  |  |  |
| 芳東   | 1 | 1 | 嘉風     | 0 | 2 | 若荒雄     | 0 | 1 | 若の里   | 0 | 2(1) |  |  |  |

## 改名歴
- 磯部 洋之（いそべ ひろゆき）2004年3月場所-2007年9月場所
- 磋牙司 洋之（さがつかさ  - ）2007年11月場所-2021年9月場所